# Abdelaziz Tawfik
Abdelaziz Tawfik (Il Cairo, 24 maggio 1986) è un calciatore egiziano, centrocampista svincolato.

## Biografia
Ha due fratelli minori, Akram e Ahmed, anch'essi calciatori.

## Palmarès

### Club

#### Competizioni nazionali
- Coppa d'Egitto: 1

ENPPI: 2010-2011